# Black Shark 3
Black Shark 3 та Black Shark 3 Pro — ігрові смартфони, розроблені дочірньою компанією Xiaomi Black Shark спільно з ігровою компанією Tencent Games. Були представлені 3 березня 2020 року.

## Дизайн
Екран смартфонів виконаний зі скла. Корпус виконаний з алюмінію.
Знизу знаходяться роз'єм USB-C, динамік та мікрофон. Зверху розташований 3.5 мм аудіороз'єм. З лівого боку знаходяться кнопки регулювання гучності та слот під 2 SIM-картки. З правого боку розміщені кнопка блокування смартфону та перемикач ігрового режиму. На задній панелі розташований логотип Black Shark з RGB-підсвітленням, модуль потрійної камери, LED спалах, другий мікрофон та магнітний конектор.
Також у Black Shark 3 Pro на правій стороні окрім кнопки блокування та перемикача ігрового режиму знаходять механічні спускові гачки.
Black Shark 3 продається в 3 кольорах: Lightning Black (чорний), Armor Gray (сірий) та Star Silver (сріблястий).
Black Shark 3 Pro продається в кольорах Phantom Black (чорний) та Armor Gray (сірий).

## Технічні характеристики

### Платформа
Смартфони отримали процесор Qualcomm  Snapdragon 865 та графічний процесор Adreno 650.

### Батарея
Black Shark 3 отримав батарею об'ємом 4720 мА·год та підтримку 30-ватної швидкої зарядки в версії на 8/128 ГБ та 65-ватної в інших версіях.
Black Shark 3 Pro отримав батарею об'ємом 5000 мА·год та підтримку 65-ватної швидкої зарядки.
Також обидва смартфони отримали підтримку 18-ватної зарядки через мігнітний конектор.

### Камера
Смартфони отримали основну потрійну камеру 64 Мп, f/1.8 (ширококутний) + 13 Мп, f/2.3 (ультраширококутний) + 5 Мп, f/2.2 (сенсор глибини) з автофокусом та здатністю запису відео в роздільній здатності 4K@60fps. Фронтальна камера отримала роздільність 20 Мп, світлосилу f/2.2 (ширококутний) та вміє записувати відео в роздільній здатності 1080p@30fps.

### Екран
Black Shark 3 отримав екран AMOLED, 6.67", FullHD+ (2400 × 1080), з щільністю пікселів 395 ppi, відношенням сторін 20:9 та частотою оновлення екрану 90 Гц. Також в екран вмонтований сканер відбитку пальця.
Black Shark 3 Pro отримав екран AMOLED, 7.1", 2K (3120 × 1440), з щільністю пікселів 484 ppi, відношенням сторін 20:9 та частотою оновлення екрану 90 Гц. Також в екран вмонтований сканер відбитку пальця.

### Пам'ять
Black Shark 3 продається в комплектаціях 8/128, 12/128 та 12/256 ГБ.
Black Shark 3 Pro продається в комплектаціях 8/256, 12/256 та 12/512 ГБ.

### Програмне забезпечення
Смартфони працюють на зміненій версії MIUI 11 під назвою JOYUI 11 на базі Android 10. Були оновлені до JOYUI 12.8 на базі Android 11.

## Black Shark 3S
Black Shark 3S — покращена версія Black Shark 3, що отримала екран з частотою оновлення 120 Гц та покращений тип пам'яті UFS 3.1. Був представлений 31 липня 2020 року.
Black Shark 3S продається в 2 кольорах: Sky Cloud Black (чорний) та Crystal Blue (блакитний).
Доступний в комплектаціях 12/128 та 12/256 ГБ.